# Peter Anker (Offizier)

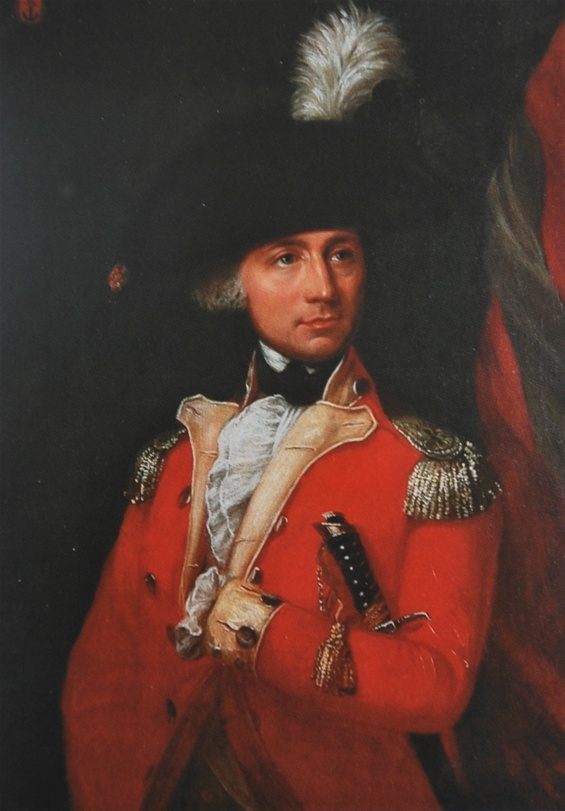
Peter Anker

Peter Anker, Ancher, (* 31. Juli 1744 in Fredrikshald (heute Halden); † 17. April 1832 in Aker (heute Teil von Oslo)) war ein norwegischer Diplomat. Er war Gouverneur in der dänischen Kolonie Tranquebar und Kunstsammler.

## Leben
Seine Eltern waren der Kaufmann und Eisenhüttenbesitzer Erik Ancher (1709–1785) und dessen Frau Anne Cathrine Tank (1723–1761). Er blieb unverheiratet. Seinen Namen änderte er 1778 zu Anker.
Er wuchs in Fredrikshald auf, wo seine Familie durch den Holzhandel reich geworden war. 1760 trat er mit seinem Bruder Carsten eine langjährige Auslandsreise an, wie es damals für junge Männer seines Standes üblich war. Er lernte in Norwich Englisch, hielt sich in Schottland und 1762 in London auf. Über Frankreich und Deutschland kehrte er 1765 nach Norwegen zurück, wo er im elterlichen Holzhandel arbeitete.

### Diplomat in England
1773 wurde er dänisch-norwegischer Konsul in Hull, ein Hafen, der für den norwegischen Holzhandel wichtig war. Ab 1777 war er Konsul in dem für den Außenhandel noch wichtigeren London. In dieser Position war er mit größeren diplomatischen Aufgaben für die neutrale dänisch-norwegische Schifffahrt während der nordamerikanischen Freiheitskriege befasst. Das brachte ihm die Ernennung zum dänisch-norwegischen Generalkonsul in Großbritannien ein. Daneben betrieb er im Auftrage Kopenhagens auch Industriespionage. Er sollte Einzelheiten über die industrielle Entwicklung in Großbritannien, die Ausstattung des Bergbaus, die Methoden der Salzgewinnung und der Textilindustrie und neue technische Einrichtungen berichten. Vom Generallandøconomi- und Commercekolleg erhielt er 1775 den Auftrag, genaue Aufschlüsse über Industrieanlagen zu liefern, besonders, wie die Werkzeuge und Maschinen funktionierten, am besten mit Zeichnungen und genauen Beschreibungen, wie die Maschinen zu bedienen seien. Er war ein guter Zeichner und sandte viele detaillierte Pläne nach Kopenhagen. So war er einer der ersten, der die Dampfmaschine und andere neue Maschinen in Dänemark und Norwegen bekannt gemacht hat.
1778 wurde Peter Ancher und seine Vettern Peder und Jess als dänische Adlige mit Namen Anker naturalisiert. Sie behaupteten, dass ihr Geschlecht auf die schwedische Adelsfamilie Anckar zurückzuführen sei, wofür allerdings auch später kein Nachweis erbracht werden konnte.
Nach dem Frieden von Paris erhielt er für seinen erfolgreichen Einsatz für die dänisch-norwegische Handelsflotte während der amerikanischen Freiheitskriege die seltene Medaille „pro meritis“ in Gold.

### Diplomat in Indien

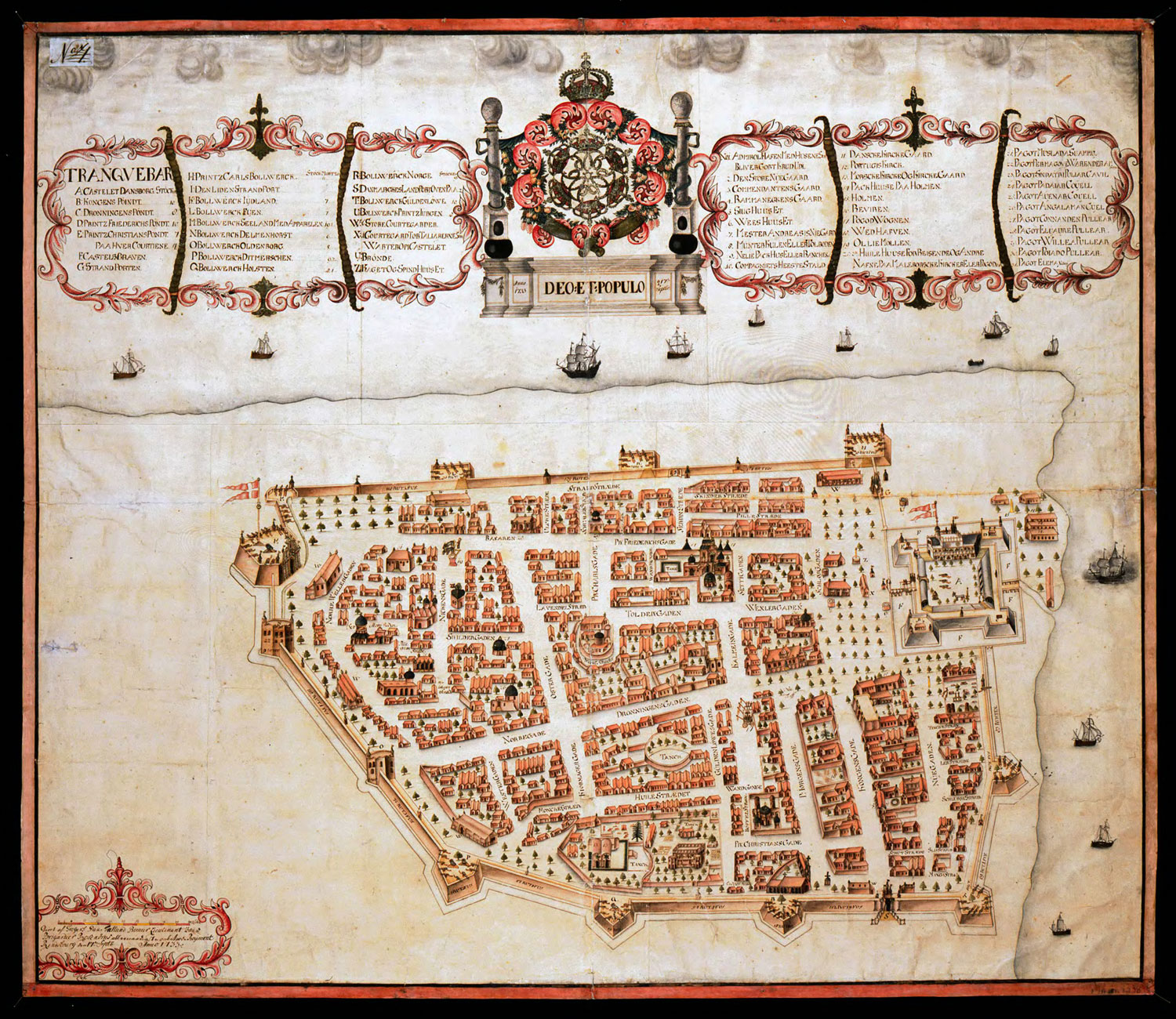
Tranquebar 1733

Seine vielfältigen Kenntnisse, aber sicherlich auch seine schlechten wirtschaftlichen Verhältnisse führten dazu, dass er nach Indien versetzt wurde. 1786 wurde er zum Oberst und Generalgouverneur in der dänischen Kolonie Tranquebar und über die seit 1777 vom Staat der Dänischen Ostindien-Kompanie übertragenen Besitzungen in Ostindien, kam aber erst im Mai 1788 mit dem Titel Generalmajor dorthin. Dort erwarb er sich einiges Ansehen trotz mancher Konflikte. Im Gegensatz zu vielen Personen, mit denen er es zu tun bekam, bekämpfte er die Korruption und zog keinen besonderen finanziellen Nutzen aus seiner Position. Für ihn war es ein schwieriger Balanceakt, auf die britischen und französischen Interessen bei den innerindischen Streitigkeiten Rücksicht zu nehmen. Tranquebar lag auf dem Gebiet des Raja von Tanjore, mit dem er ein vorteilhaftes Abkommen schließen konnte, in welchem er den Distrikt Tiruvidikally im Umland pachtete. Im Gegenzug griff der dänische Staat dem verschuldeten Raja finanziell unter die Arme. Dazu kamen Konflikte innerhalb seines eigenen Beamtenstabes und auch mit den dort wirkenden Missionaren, die sich seiner Autorität nicht beugen wollten. Eine gute Verbindung nach Kopenhagen war dabei wichtig, auch weil seine Gegner in der Kolonie versuchten, dort das Vertrauen in ihn zu untergraben. Nach 1795 hatte ein Inder eine Beschwerde direkt an den Kronprinzen Frederik gerichtet, was zur Bildung einer Untersuchungskommission führte. Aber sowohl von britischer als auch von indischer Seite wurde ihm das beste Zeugnis ausgestellt, so dass er als Gouverneur gestärkt aus dieser Affaire hervorging. Nach einem langen Prozess wurde der Inder wegen seiner Beschuldigungen zur Ehrlosigkeit verurteilt.
Peter Anker legte immer ein großes Gewicht auf gute Beziehungen zu den Briten. Das führte zu besonderen Problemen im Konflikt zwischen Dänemark und Großbritannien im Jahre 1801. Tranquebar wurde von der britischen Armee 1801/1802 annektiert. Aber dies geschah in ruhiger und geordneter Weise. Der Gouverneur verhielt sich in dieser Situation so geschickt, dass er gleichwohl mit einem ökonomischen Gewinn aus der Sache hervorging. Dafür wurde er 1804 zum Ritter (Großkreuz) des Dannebrog-Ordens ernannt.

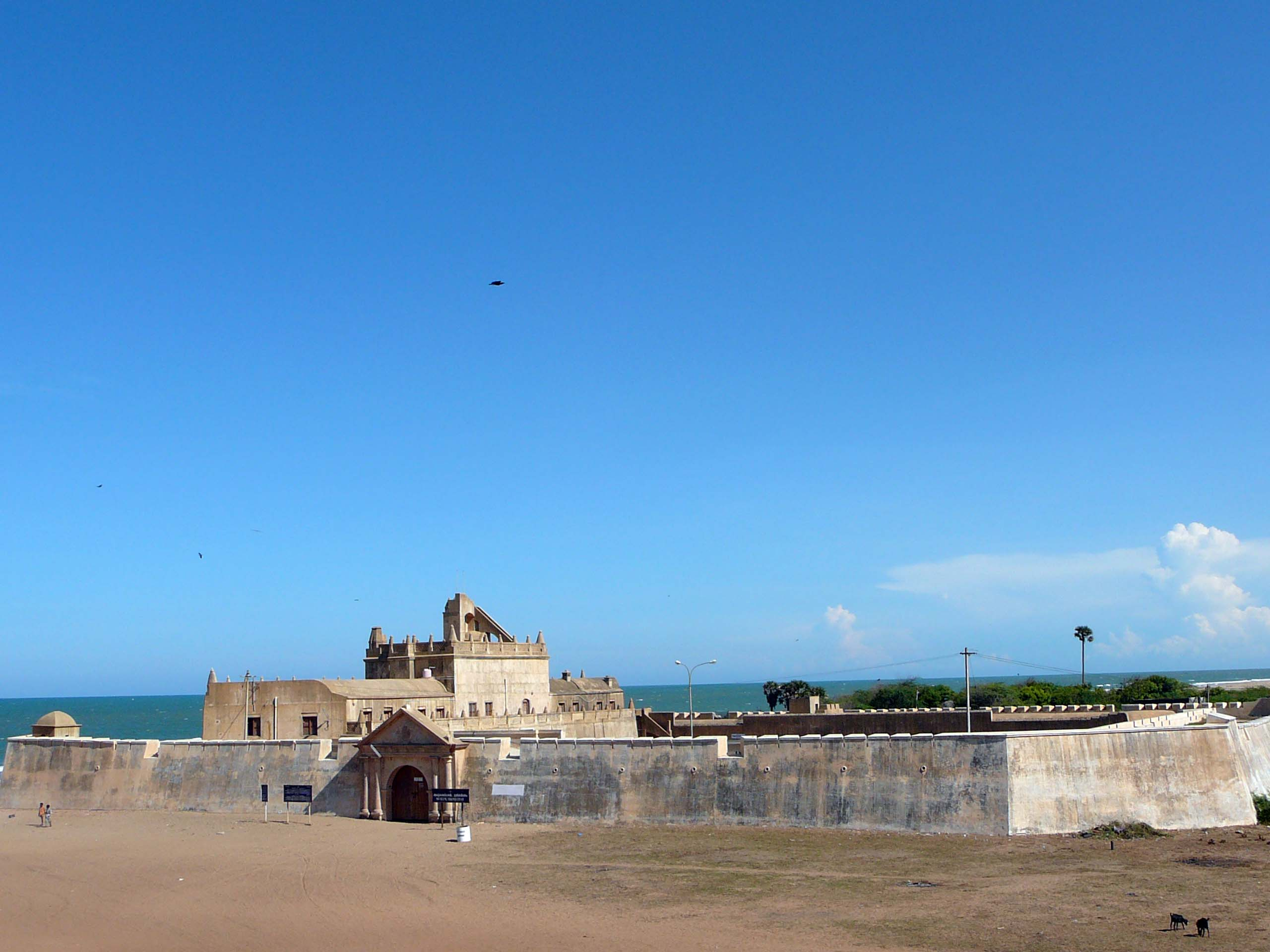
Die Festung Dansborg in Tranquebar heute

Den Gewinn, den er sich erhofft hatte, konnte er aus seinem Gouverneursposten nicht ziehen. Die Zeiten, in denen man sich in Tranquebar ein Vermögen erwerben konnte, waren vorüber. Er erhielt 3.000 Rikstaler im Jahr. Aber seine Ausgaben waren so hoch, dass er Schulden machen musste. Als er Tranquebar 1806 verließ, schuldete er der königlichen Kasse 21.000 Rikstaler. Das wurde auf schonende Weise abgewickelt, und er erhielt als Pension 3.000 Rikstaler. Der König wollte ihn noch in seinen Diensten halten, aber Anker fühlte sich psychisch und physisch ausgebrannt.

### Im Ruhestand
Er war kränklich, als er von Indien nach Großbritannien zu einem längeren Aufenthalt fuhr. 1807 erhielt er seinen Abschied und ließ sich auf dem Gutshof Øraker westlich von Christiania nieder, wo er bis zum Ende seines Lebens blieb. Nachdem er sich von seinen Strapazen erholt hatte, beteiligte er sich 1814 noch einmal an der Politik. Er nahm am 16. Februar an der Notablen-Versammlung in Eidsvoll teil, die die verfassunggebende Versammlung vorbereiten sollte. Auf die Aufforderung von Christian Frederik reiste er am 2. April nach London. Der Gedanke war, dass er seine früheren guten Verbindungen dazu verwenden sollte, die Zustimmung zu einem selbständigen Norwegen zu gewinnen. Das misslang erwartungsgemäß, und am Ende des Jahres zog er sich wieder auf sein Gut zurück.
Peter Anker brachte aus Indien eine große und wertvolle Sammlung indischer Kunst mit, darunter einige bronzene Götterfiguren. Sie wurden vom Nationalmuseum in Kopenhagen für die ethnografische Sammlung gekauft. Darüber hinaus hatte er viele Zeichnungen und Aquarelle gefertigt, von denen 131 von den Erben später der Universität Christiania übergeben worden sind und die sich heute im ethnografischen Museum befinden.